# 口子窖酒
口子窖酒简称口子窖或口子酒，是淮北市出产的一系列白酒，

## 沿革
最早源于民国初年濉溪当地成立的“同聚”酒坊，至抗战前发展成两家分号“大同聚“(老店)和“小同聚”(新店)。1948年底当地易手后，当局于1949年5月18日赎买小同聚酒坊，酒厂在老濉河西岸成立“国营濉溪人民酒厂”，次年将“广益”、“允成”、“福泉”、“春和园”、“德源兴”、“仁源”等酒坊并入该厂；1951年，酒厂在老濉河东岸“祥兴泰”、“协源公”、“协顺”、“协昌”等古酒坊基础上征地建立分厂。酒厂生产濉溪酒，1955年改名为口子酒。产品原为浓香型白酒，但1990年代后推出兼香型白酒，取代了浓香型；为以高粱为主料，用小麦、大麦、豌豆制曲为糖化发酵剂酿成。酒曲采用传统工艺制成的菊花曲，和以新工艺研发出的超高温曲(俗称“香曲“)。1971年淮北市成立，酒厂一分为二，分属淮北市和濉溪县，各自使用不同商标生产口子酒，造成日后纠纷，直至1997年成立集团公司，将两厂合二为一为止。2008年由高盛入股，国企资本完全退出成为民企。

## 濉溪大曲
口子酒为高档白酒，改革开放前在普通大众间难以普及，酒厂为顾及中低端市场而开发出濉溪大曲，但因工艺不同，为浓香型白酒。产品推出后虽受欢迎，但因酒厂改制后专注高端市场，濉溪大曲因而停产。2020年濉溪县政府邀请支持民企另立酒坊，恢复了濉溪大曲。